# Věčně mladá
Věčně mladá (v anglickém originále The Age of Adaline) je americký romantický fantasy film z roku 2015. Režie se ujal Lee Toland Krieger a scénáře J. Mills Goodloe. Ve snímku hrají hlavní role Blake Lively, Michiel Huisman, Kathy Baker, Amanda Crew, Harrison Ford a Ellen Burstyn. Film měl premiéru 24. dubna 2015 ve Spojených státech amerických. V českých kinech měl premiéru 30. července 2015.

## Obsazení
- Blake Lively jako Adaline Bowman
- Michiel Huisman jako Ellis Jones
- Harrison Ford jako William Jones
  - Anthony Ingruber jako mladý William Jones
- Ellen Burstyn jako Flemming Prescott
- Kathy Baker jako Kathy Jones
- Amanda Crew jako Kikki Jones
- Lynda Boyd jako Regan
- Anjali Jay jako Cora
- Richard Harmon jako Tony
- Mark Ghanimé jako Caleb
- Barclay Hope jako Stanley Chesterfield
- Chris William Martin jako Dale Davenport
- Lane Edwards jako Dr. Larry Levyne
- Peter J. Gray jako Clarence James Prescott

## Produkce
Dne 12. května 2010 bylo oznámeno, že film Věčně mladá bude produkovat a financovat Lakeshore Entertainment a Sidney Kimmel Entertainment. Scénář napsali J. Mills Goodloe a Salvador Paskowitz. Dne 16. října 2013 bylo oznámeno, že Lee Toland Krieger bude film režírovat.

### Casting
Dne 12. května 2010 byla Katherine Heiglová obsazena do hlavní role. Dne 12. listopadu 2010 se Angela Lansburyová přidala k filmu, připravena hrát dceru Adaline. Dne 15. listopadu Heigl odstoupila z projektu, kvůli výsledkům adopce její dcery. Dne 15. srpna 2011 TheWrap oznámil, že role byla nabídnuta Natalii Portman. Roli však odmítla.
Dne 16. října 2013 Blake Lively a Ellen Burstyn byly obsazeny do hlavních rolí. V lednu roku 2013 se připojil k projektu Harrison Ford a natáčení začalo v březnu. V únoru se k filmu připojil Michiel Huisman, který si zahrál přítele Adaline.

### Natáčení
Natáčení začalo 10. března 2014 ve Vancouveru a pokračovalo do 5. května.

## Přijetí

### Tržby
Film vydělal 42,6 milionů dolarů v Severní Americe a 23 milionů dolarů v ostatních oblastech, celkově tak vydělal 65,7 milionů dolarů po celém světě. Rozpočet filmu činil 25 milionů dolarů. Za první víkend docílil třetí nejvyšší návštěvnosti, kdy vydělal 13,2 milionů dolarů.  Na první místě se umístil animovaný film Rychle a zběsile 7, který utržil 17,8 milionů dolarů a na druhém filmem Policajt ze sámošky 2 s výdělkem 14,8 milionů dolarů.

### Recenze
Film získal mix recenzí od kritiků, chváleny byly pouze výstupy Blake Lively a Harrisona Forda. Na recenzní stránce Rotten Tomatoes získal ze 137 započtených recenzí 55 procent s průměrným ratingem 5,5 bodů z deseti. Na serveru Metacritic snímek získal z 31 recenzí 51 bodů ze sta. Na Česko-Slovenské filmové databázi snímek získal 79 %.

### Ocenění
| Ocenění                | Kategorie                            | Nominovaný                     | Výsledek |
| ---------------------- | ------------------------------------ | ------------------------------ | -------- |
| Teen Choice Awards     | Nejlepší herečka v dramatickém filmu | Blake Lively                   | nominace |
| Teen Choice Awards     | Nejlepší dramatický film             | Věčně mladá                    | nominace |
| Teen Choice Awards     | Nejlepší polibek                     | Blake Lively a Michiel Huisman | nominace |
| The Joey Awards        | Nejlepší mladá herečka v televizi    | Izabel Pearce                  | nominace |
| People's Choice Awards | Nejlepší dramatický film             | Věčně mladá                    | nominace |
| People's Choice Awards | Nejlepší herečka v dramatickém filmu | Blake Lively                   | nominace |
| Cena Saturn            | Nejlepší fantasy film                | Věčně mladá                    | nominace |
| Cena Saturn            | Nejlepší herečka                     | Blake Lively                   | nominace |